# گوش‌بنفش کوچک
گوش‌بنفش کوچک (نام علمی: Colibri cyanotus) که همچنین با نام گوش‌بنفش کوهی نیز شناخته می‌شود، یک گونه مگس‌مرغ سبز و فلزی با اندازه متوسط است که معمولاً در مناطق جنگلی از کاستاریکا تا شمال آمریکای جنوبی یافت می‌شود. این گونه و گوش‌بنفش مکزیکی قبلاً به عنوان همنوع در نظر گرفته می‌شدند و "گوش‌بنفش سبز" نامیده می‌شدند.
گوش‌بنفش کوچک در ارتفاعات کاستاریکا و غرب پاناما، کوه‌های شمال ونزوئلا و رشته کوه‌های آند از غرب ونزوئلا تا غرب بولیوی زادآوری می‌کند.

## نگارخانه

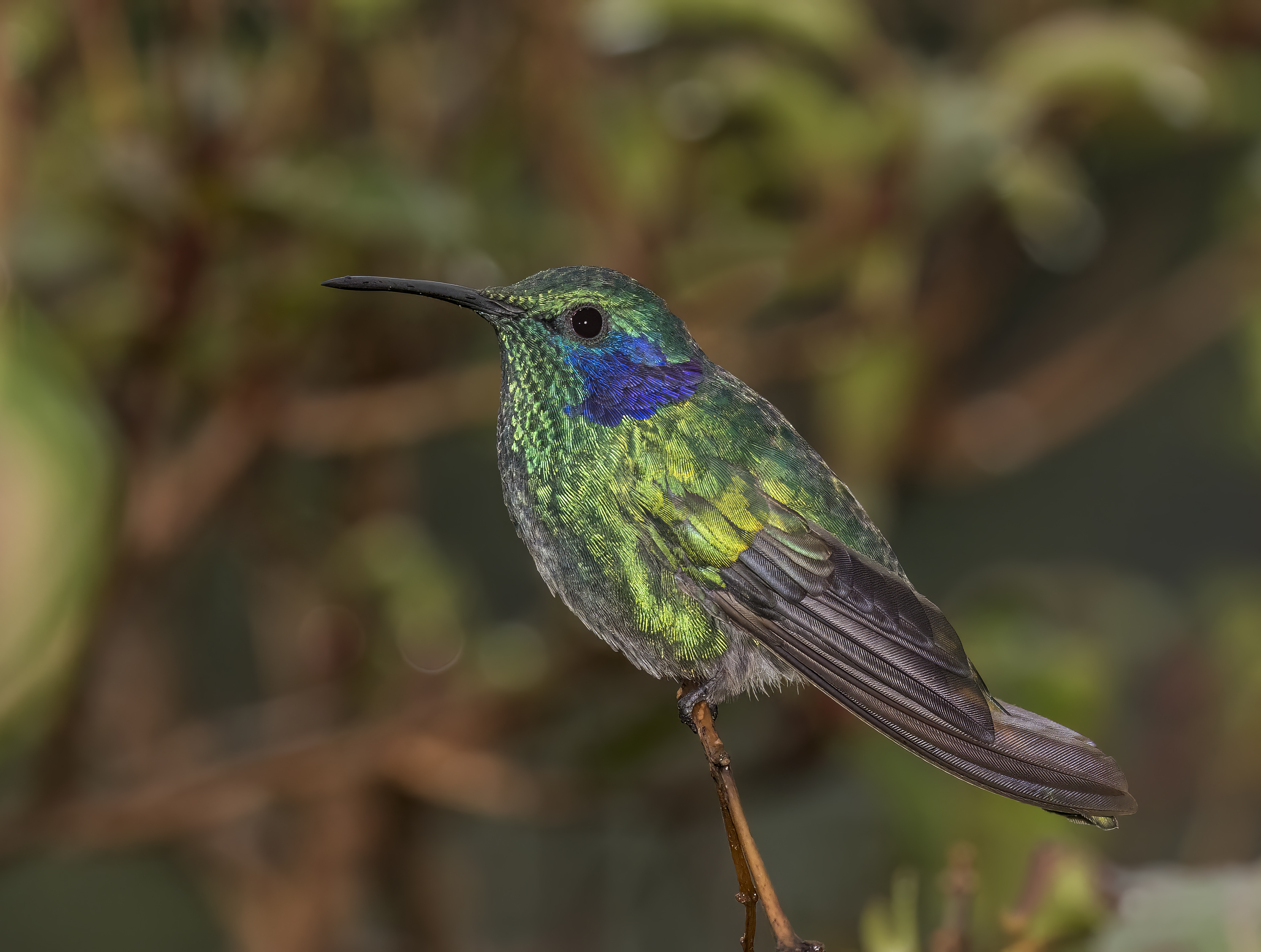
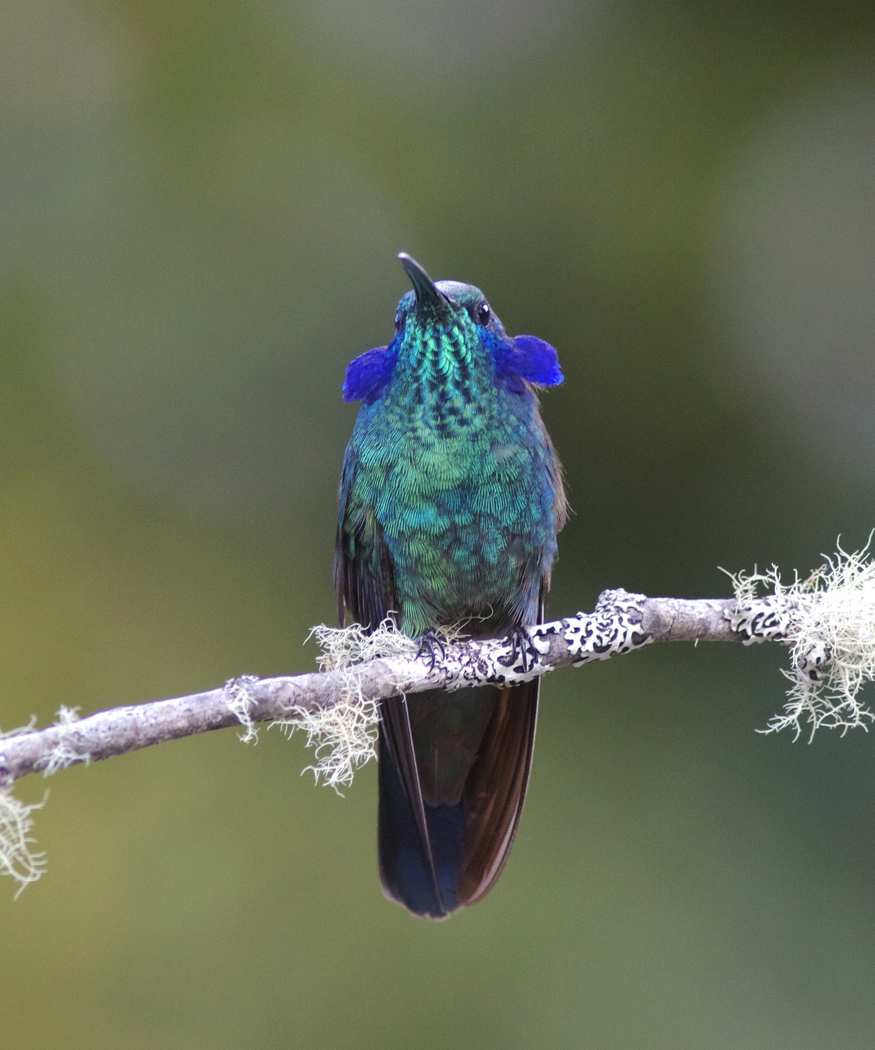
نر در حال نمایش "گوش‌هایش"
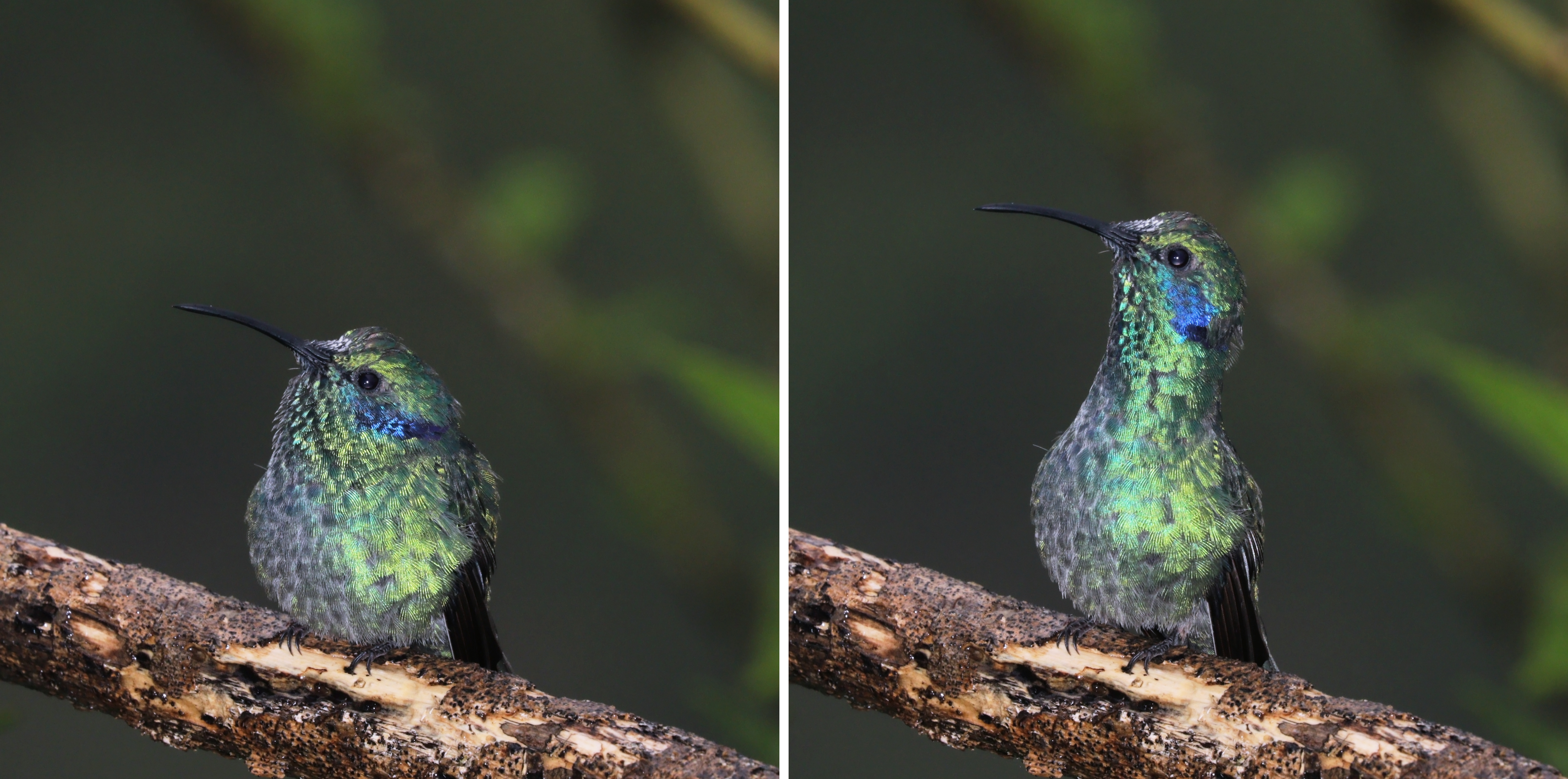
نشان دادن گردن کشیده